# Гайфутдинов, Саид-Гарей Гайфутдинович
Саид-Гарей Гайфутдинович Гайфутдинов (15 апреля 1900, д. Тахтала, Казанская губерния, Российская империя — 1 февраля 1953, Москва, СССР) — советский военачальник, генерал-майор (11.07.1945).

## Биография
Родился 15 апреля 1900 года в деревне Тахтала, ныне в Аксубаевском районе Татарстана. Татарин. До службы в армии батрачил на мельнице и на кирпичном заводе в селе Покровское Оренбургской губернии, с октября 1915 года — у кулака Садыкова в дер. Тахтала, с января 1917 года работал извозчиком в мучной лавке в с. Покровское.

### Военная служба

#### Гражданская война
В ноябре 1917 года вступил в Красную гвардию и в составе Северного летучего отряда сражался с казаками атамана А. И. Дутова под Бузулуком, Сорочинском и Оренбургом. Член РКП(б) с 1917 года. В январе 1918 года был назначен инструктором-организатором в Оренбургский мусульманский комиссариат. 4 апреля участвовал в отражении набега казаков на город. 15 мая переведен наводчиком станкового пулемета в пулеметную команду 1-го Сызранского партизанского отряда, а через месяц влился с ним в отдельный Татарский батальон. В августе назначается командиром пулеметного взвода в 3-й коммунистический интернациональный полк. В его составе воевал под Татищевом и Оренбургом, при отходе участвовал во взрыве Сакмарского моста. Позже сражался с казаками А. И. Дутова под Илецком, Угольном, Григорьевском, Каратугай, Мартук и другими. С февраля 1919 года командовал пулеметным взводом в 1-м Оренбургском мусульманском полку, с мая был военным цензором в политотделе штаба обороны г. Оренбург. В июне откомандирован в политотдел 49-й стрелковой дивизии, а оттуда — в военно-цензорский отдел РВС 1-й армии. С декабря 1919 года по август 1920 года проходил обучение в Высшей военной школе Запасной армии Республики в городе Казань, затем был направлен командиром роты в запасной Татарский полк. С февраля 1921 года состоял при штабе 4-й Туркестанской стрелковой дивизии, а в апреле назначен командиром роты в 10-й Туркестанский стрелковый полк.

#### Межвоенные годы
С февраля по сентябрь 1922 года находился на учебе на повторных курсах комсостава при 4-й Туркестанской стрелковой дивизии в городе Алма-Ата, затем командовал ротой в 11-м Алма-Атинском полку в городе Орск. В январе — марте 1923 года переведен в части особого назначения, в которых служил помощником командира батальона, командиром роты и врид командира батальона в 801-м Пишпекском отдельном батальоне ЧОН. В декабре назначается командиром взвода в 1-й отдельный Оренбургский батальон ЧОН. С июня 1926 года проходил службу инструктором 3-го разряда вневойсковой подготовки в Управлении территориального округа Башкирской АССР, с декабря — командиром взвода в 4-м Башкирском резервном полку, с октября 1927 года — командиром роты в 12-м отдельном резервном батальоне ПриВО. С января по март 1929 года находился на курсах «Выстрел», по возвращении в батальон исполнял должность командира и политрука роты и врид начальника штаба батальона. С сентября 1932 года по ноябрь 1936 года учился на спецфакультете в Военной академии РККА им. М. В. Фрунзе, затем был назначен начальником 2-й части штаба 12-й стрелковой дивизии ОКДВА в городе Благовещенск. С июня 1938 года командовал 34-м стрелковым полком в этой дивизии. В том же году он был награжден орденом Красного Знамени. 2 августа 1938 года назначается комендантом Благовещенского УРа 2-й Краснознаменной армии. 18 августа 1939 года переводится начальником штаба 194-й моторизованной дивизии в городе Татарск. В мае 1940 года дивизия была переведена в САВО в город Ташкент, а майор Гайфутдинов в том же месяце назначается старшим преподавателем общевойсковой кафедры Военно-политической академии им. В. И. Ленина.

#### Великая Отечественная война
С началом войны подполковник Гайфутдинов вступил в должность начальника штаба 245-й стрелковой дивизии, формировавшейся в МВО в г. Вышний Волочек. С 15 по 20 июля дивизия входила в 29-ю армию Фронта резервных армий, затем была передана 34-й армии Северо-Западного фронта и вела бои с превосходящими силами противника вдоль ж. д. Старая Русса — Дно. Войскам противника удалось крупными силами совершить фланговый обход и окружить дивизию. Только 24 августа ее части вышли из окружения и заняли оборону восточнее районного центра Залучье, где вновь попали в окружение. При прорыве Гайфутдинов возглавлял отдельный разведывательный батальон, с которым вышел к своим войскам в районе реки Черный ручей. Затем с дивизией воевал в районе Старой Руссы и озера Вельё.
В начале декабря 1941 года был направлен в СибВО в город Новосибирск, где формировал 235-ю стрелковую дивизию. В начале марта 1942 года она убыла в Вологодскую область и вошла в состав 58-й резервной армии Ставки ВГК. В апреле дивизия направлена на Северо-Западный фронт, где по прибытии в район Демянска с 6 мая была включена в 53-ю армию. Первый бой дивизия приняла 19 мая, имея задачу овладеть деревней Кулотино и подойти к Демянску с юга, но успеха не имела. В дальнейшем она до 7 июля производила инженерные работы на обороняемом рубеже. 10 июля 1942 года полковник Гайфутдинов был отстранен от исполнения должности и 24 июля назначен комендантом 91-го УРа. До апреля 1943 года укрепрайон вел бои на Северо-Западном фронте в составе 34-й армии. Он сумел организовать прочную оборону и умело руководил боевыми действиями. Всего за этот период было отражено 57 попыток врага прорвать передний край, при этом было уничтожено и выведено из строя около 2500 немецких солдат и офицеров. С переходом войск фронта в наступление с целью ликвидации Демянского выступа части укрепрайона овладели 48 населенными пунктами. По завершении Демянской операции 91-й УР был выведен в резерв Ставки ВГК, затем входил в состав Московской зоны обороны и МВО. В декабре 1944 года укрепрайон вошел в 81-й стрелковый корпус 50-й армии и занял оборону по реке Нарев. С переходом войск армии в наступление в ходе Инстербургско-Кенигсбергской наступательной операции надежно прикрыл огнем пулеметов и артиллерии левый фланг корпуса. За отличия в боях при прорыве обороны противника в районе Мазурских болот и овладении городами Бартен, Дренгфурт, Растенбург, Район, Николайкен, Рудшанни, Пуппен, Бабинтен и Теервиш 91-му укрепрайону было присвоено наименование «Мазурский».
За время войны полковник Гайфутдинов был два раза персонально упомянут в благодарственных в приказах Верховного Главнокомандующего.

#### Послевоенное время
После войны генерал-майор Гайфутдинов продолжал командовать этим укрепрайоном в СГВ. В августе 1946 года он был направлен в Военную академию им. М. В. Фрунзе для использования на преподавательской работе. С ноября 1947 года исполнял должности старшего преподавателя по оперативно-тактической подготовке и тактического руководителя учебной группы, с октября 1949 года — старшего преподавателя кафедры общей тактики (с июля 1951 года — кафедры тактики высших соединений), с августа 1952 года — начальника курса военно-исторического факультета.
Умер 1 февраля 1953 года, похоронен в городе Москве на Введенском кладбище.

## Награды
СССР
- орден Ленина (21.02.1945)[7][8]
- четыре ордена Красного Знамени (22.02.1938[7], 03.11.1944[7][8], 16.02.1945[9], 06.11.1947[7][8])

медали в том числе:
- - «XX лет Рабоче-Крестьянской Красной Армии» (1938)[9]
  - «За победу над Германией в Великой Отечественной войне 1941—1945 гг.» (1945)[7]
  - «За взятие Кёнигсберга» (1945)[7]

Приказы (благодарности) Верховного Главнокомандующего в которых отмечен С.-Г. Г. Гайфутдинов.
- За прорыв мощной, долговременной, глубоко эшелонированной обороны противника в районе Мазурских озёр, считавшейся у немцев со времён первой мировой войны неприступной системой обороны, и овладение городами Бартен, Дренгфурт, Растенбург, Раин, Николайкен, Рудшанни, Пуппен, Бабинтен, Теервиш, превращёнными немцами в сильные опорные пункты обороны. 27 января 1945 года. № 258.
- За овладение городом и крепостью Грудзёндз (Грауденц) — мощным узлом обороны немцев на нижнем течении реки Висла. 6 марта 1945 года. № 291.

Других государств
- орден Крест Грюнвальда 3-й степени (ПНР)
- медаль «За Одру, Нису и Балтику» (ПНР)